# 昂甘莱班
昂甘莱班（法語：Enghien-les-Bains，法語發音：[ɑ̃ɡɛ̃ le bɛ̃] ⓘ）是法国法兰西岛大区瓦兹河谷省的一个市镇，位于该省东部，属于萨塞勒区。

## 地名
该地名“Enghien-les-Bains”发音特殊，其发音为[ɑ̃ɡɛ̃ le bɛ̃]，“Enghien”中的介音“i”不发音，《世界地名翻译大辞典》与《世界地名译名词典》将其纯按《法汉译音表》译作“昂吉安莱班”。

## 地理
昂甘莱班（48°58'11"N, 2°18'29"E）面积1.77 平方千米，位于法国法蘭西島大區瓦兹河谷省，该省份为法国北部内陆省份，北起瓦兹省，西接厄尔省，南至塞纳-圣但尼省、上塞纳省和伊夫林省，东临塞纳-马恩省。
与昂甘莱班接壤的市镇（或旧市镇、城区）包括：苏瓦西苏蒙莫朗西、塞纳河畔埃皮奈、德伊-拉巴尔、蒙莫朗西、圣格拉蒂安。
昂甘莱班的时区为UTC+01:00、UTC+02:00（夏令时）。

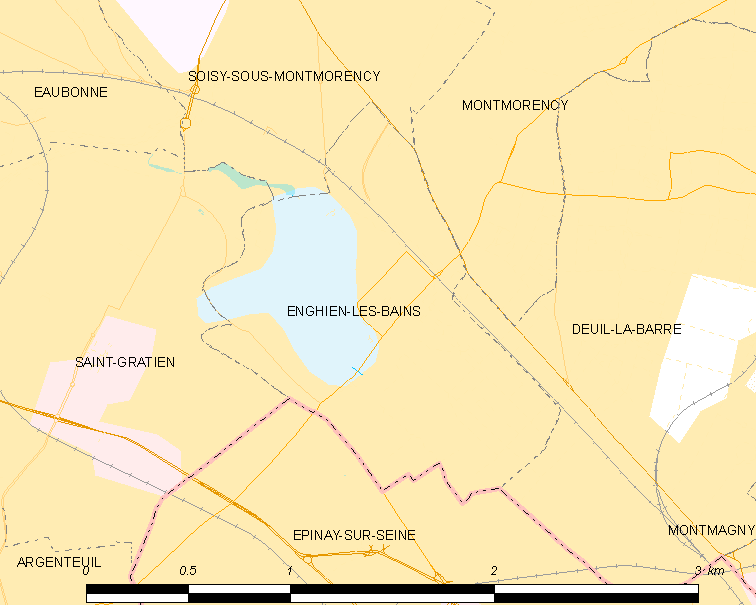
昂甘莱班的OSM定位图

## 行政
昂甘莱班的邮政编码为95880，INSEE市镇编码为95210。

## 政治
昂甘莱班所属的省级选区为蒙莫朗西县。

## 人口

1962-2008年间昂甘莱班人口变化图示

昂甘莱班于2022年1月1日时的人口数量为11594人。